# 2014年度YAHOO!搜尋人氣大獎得獎名單
YAHOO!搜尋人氣大獎2014，於2014年12月8日晚上8時假香港展覽中心Hall 5G舉行，司儀由森美和胡蓓蔚擔任，頒獎典禮門票收益扣除成本撥捐願望成真基金。

## 得獎名單

### 音樂獎項
- 人氣歌曲
  - 《高山低谷》 － 林奕匡
  - 《共勉之》 － 官恩娜
  - 《傳聞》 － 周柏豪
  - 《只要和你在一起》 － 連詩雅
  - 《越難越愛》 － 吳若希
  - 《最後最後》 － 薛凱琪
  - 《一》 － AGA
  - 《分手總約在雨天》 － 方皓玟
  - 《高登歌》 － 小肥
  - 《獨活》 － 洪卓立
- 人氣國語歌曲
  - 《看不見的距離》 － 羅力威
  - 《一直追》 － 鄧麗欣
- 唱作歌曲
  - 《道別說愛你》 － J.Arie
  - 《紙筆墨》 － 馮允謙
  - 《我愛京達卡》 － 小塵埃
- 網上熱爆歌曲
  - 《I Miss Love》 － 側田
  - 《食物鏈》 － 林欣彤
- 人氣跳舞歌曲
  - 《Your Love》 － 羅孝勇
- 人氣改編歌
  - 《星語心願》 － 泳兒
- 人氣合唱歌
  - 《一加一》 － AGA、Gin Lee
- 人氣音樂微電影
  - 《最後最後》 － 薛凱琪
- 人氣演唱會
  - 《容祖兒1314演唱會》 － 容祖兒
- 人氣大碟
  - 《Kontinue》 － 謝安琪
- 年度熱搜歌曲
  - 《流淚行勝利道》 － 許志安
- 樂壇新勢力
  - 鄭俊弘
  - 小塵埃
  - SIS樂印姊妹
- 本地唱作歌手
  - 藍奕邦
- 本地音樂組合
  - Dear Jane
  - C AllStar
  - RubberBand
- 本地男歌手
  - 周柏豪
- 本地女歌手
  - 容祖兒

### 電視電影獎項
- 電視男藝人
  - 王祖藍
- 電視女藝人
  - 佘詩曼
- 人氣電視劇集
  - 使徒行者
- 人氣電視劇集主題曲
  - 《護航》 － 許廷鏗
- 人氣電視合唱歌
  - 《相逢何必曾相識》 － 蔣志光、韋綺姍
- 搜尋人氣急升電視男藝人
  - 許紹雄
- 搜尋人氣急升電視女藝人
  - 黃心穎
- 搜尋人氣急升螢幕情侶
  - 林盛斌、陳嘉佳
- 本地男演員
  - 廖啟智
- 本地女演員
  - 周秀娜
- 本地新演員
  - 王菀之
- 人氣主持人
  - 譚玉瑛
- 本地電影
  - 那夜凌晨，我坐上了旺角開往大埔的紅VAN
- 海外電影
  - KANO
- 網上熱爆電影歌曲
  - 《A Hundred Times》 － C AllStar
- 網上熱爆電視節目
  - 12道鋒味
- 人氣廣告代言人
  - 陳靜

### 至尊獎項
- 最熱門圖片搜尋歌手
  - 謝安琪
- 圖片搜尋次數最多的人物
  - 高海寧
- 人氣票王
  - 陳偉霆
- 人氣票后
  - 鍾欣潼
- 人氣急星（男）
  - 張繼聰
- 人氣急星（女）
  - 吳若希

### 亞洲區獎項
- 亞洲最具號召力香港男藝人
  - 許志安
- 亞洲最具號召力香港女藝人
  - 蔡卓妍
- 亞洲年度熱搜韓國男藝人
  - 金賢重
- 亞洲年度熱搜韓國女藝人
  - 鄭秀妍
- 亞洲年度熱搜韓國歌曲
  - 《My Destiny》 － LYn

## 媒體轉播
- 現場直播：YAHOO!搜尋人氣大獎 官方網站
- 錄影轉播：香港電視網絡

## 參看
- YAHOO!搜尋人氣大獎2014